# 国道369号

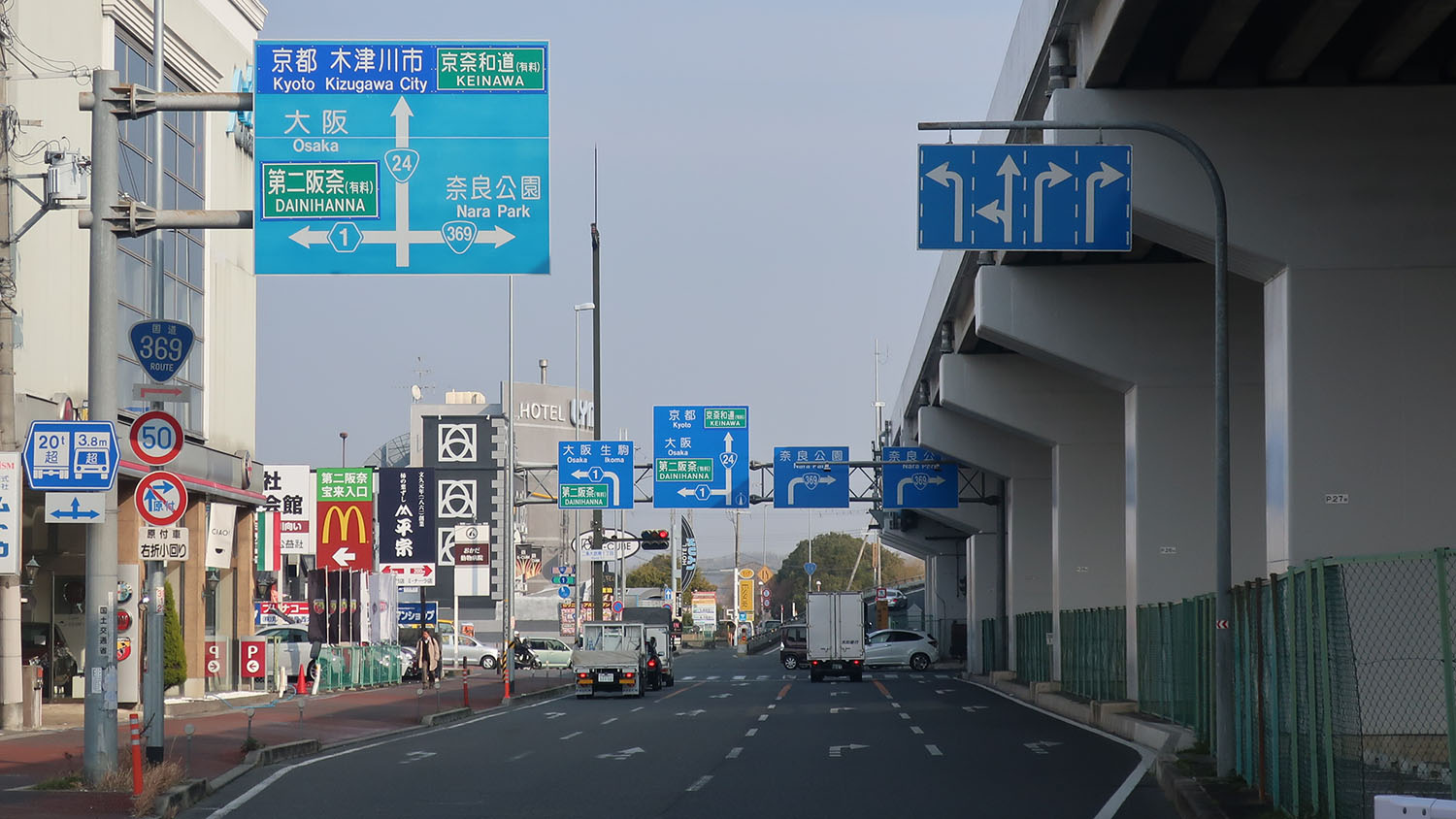
国道369号 起点
奈良県奈良市
二条大路南一丁目交差点

国道369号（こくどう369ごう）は、奈良県奈良市から三重県松阪市に至る一般国道である。

## 概要
起点の奈良市二条大路南2丁目交差点より、奈良の市街地を経て、若草山の北へ進む。同市柳生付近で南へ進路を変え、国道25号（名阪国道）や国道165号と交差した後、曽爾村を経て、奈良県境付近の宇陀郡御杖村に入る。
その後は、国道368号との交点である、敷津交差点（宇陀郡御杖村）から、途中の粥見赤滝交差点（松阪市）までは国道368号との重複、さらに、粥見赤滝交差点から、終点の宮町交差点まで国道166号との重複となり、そのまま終点に至る路線である。
そのため、当路線の単独区間は、宇陀郡御杖村（奈良県内）までとなり、三重県内の当路線区間は、他の路線との重複区間をもって成り立っている。

### 路線データ
一般国道の路線を指定する政令に基づく起終点および重要な経過地は次のとおり。
- 起点：奈良市（二条大路南一丁目交差点 = 国道24号交点）
- 終点：松阪市（宮町交差点 = 国道166号上）
- 重要な経過地：奈良県山辺郡都祁村[注釈 2]、同県宇陀郡榛原町[注釈 3]、同郡御杖村、三重県一志郡美杉村[注釈 4]、同県飯南郡飯南町[注釈 5]
- 総延長 : 128.1 km（三重県 42.3 km、奈良県 85.9 km）重用延長を含む。[2][注釈 6]
- 重用延長 : 42.3 km（三重県 42.3 km、奈良県 - km）[2][注釈 6]
- 未供用延長 : なし[2][注釈 6]
- 実延長 : 85.9 km（三重県 - km、奈良県 85.9 km）[2][注釈 6]
  - 現道 : 78.4 km（三重県 - km、奈良県 78.4 km）[2][注釈 6]
  - 旧道 : 5.4 km（三重県 - km、奈良県 5.4 km）[2][注釈 6]
  - 新道 : 2.1 km（三重県 - km、奈良県 2.1 km）[2][注釈 6]
- 指定区間：なし[3]

## 歴史
- 1975年（昭和50年）4月1日 - 一般国道369号（奈良市 - 松阪市）として指定施行[4]。
- 2023年（令和5年）2月4日 - 香酔峠工区（奈良県宇陀市榛原赤瀬）が完成供用[5]。

## 路線状況

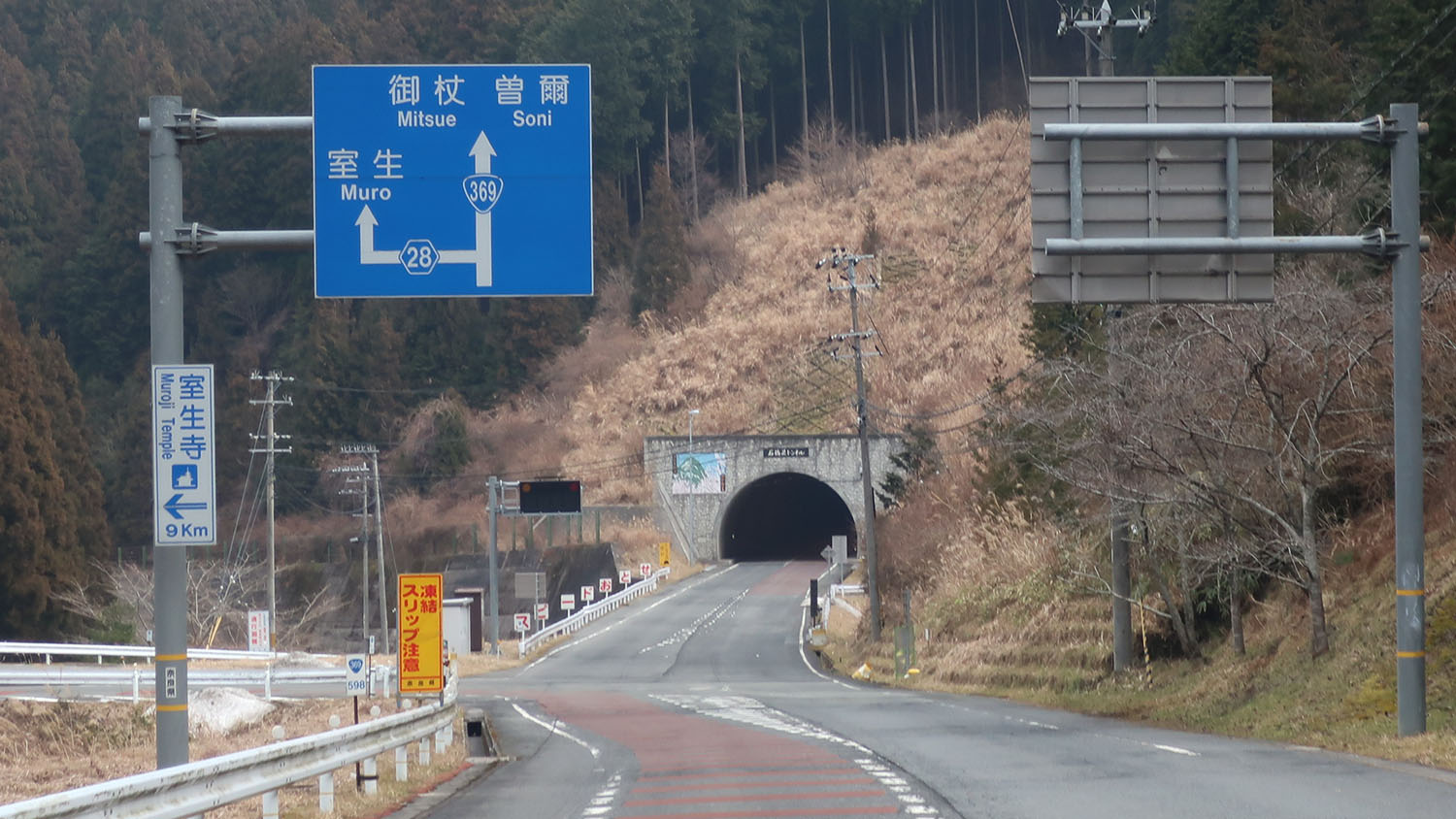
栂坂バイパス
奈良県宇陀市室生田口元上田口

### 別名
- 大宮通り
- 月ヶ瀬街道
- 笠置街道
- 伊勢本街道

### バイパス
- 榛原バイパス
- 栂坂バイパス
  - 弁財天トンネル（L=923 m）、石楠花トンネル（L=430 m）、栂坂トンネル（L=1,827 m）の3つのトンネルを含んだバイパス延長は4,520 mである。

### 重複区間
- 国道165号（奈良県宇陀市・福地交差点 - 宇陀市・萩原交差点）
- 国道368号（奈良県宇陀郡御杖村・敷津交差点 - 三重県松阪市・粥見赤滝交差点）
- 国道166号（三重県松阪市・粥見赤滝交差点 - 松阪市・大黒田西交差点）

### 道路施設

#### 道の駅
- 奈良県
  - 伊勢本街道 御杖（宇陀郡御杖村）
- 三重県
  - 美杉（津市、国道368号重複区間内）

### 交通量
2005年度（平成17年度道路交通センサスより）
| 地点                  | 台数   |
| --------------------- | ------ |
| 奈良市二条大路南1丁目 | 43,185 |
| 奈良市登大路町        | 31,188 |
| 奈良市川上町          | 09,003 |
| 奈良市忍辱山町        | 03,558 |
| 奈良市阪原町          | 03,016 |
| 奈良市柳生町          | 01,068 |
| 奈良市水間町          | 02,444 |
| 奈良市針町            | 04,573 |
| 奈良市都祁白石町      | 11,291 |
| 宇陀市榛原区玉立      | 03,769 |
| 宇陀市榛原区内牧      | 03,843 |
| 宇陀郡曽爾村大字掛    | 03,570 |
| 宇陀郡御杖村大字菅野  | 02,039 |

## 地理

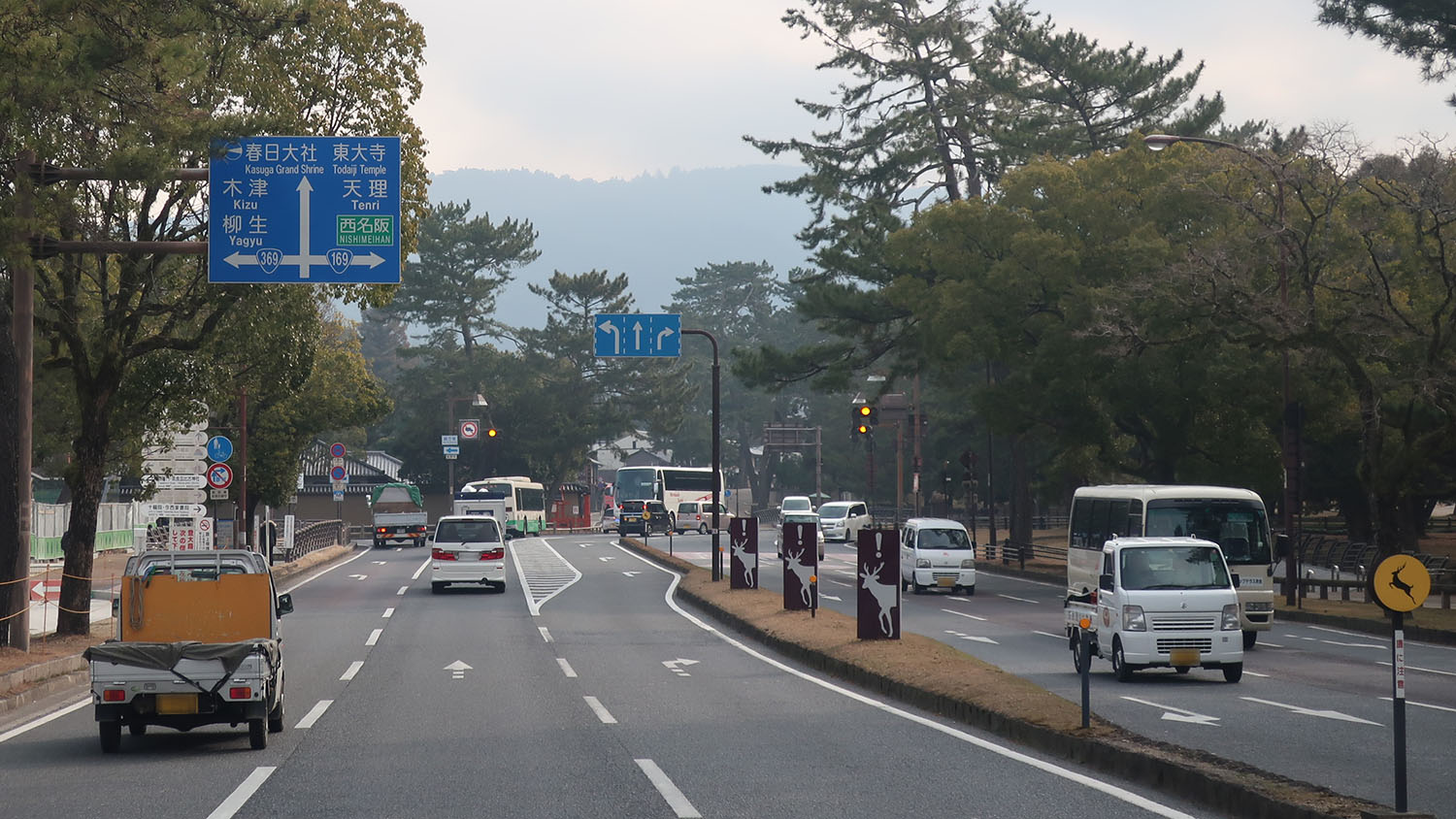
国道169号との分岐
奈良県奈良市登大路町

### 通過する自治体
- 奈良県
  - 奈良市 - 天理市 - 奈良市 - 宇陀市 - 宇陀郡曽爾村 - 宇陀郡御杖村
- 三重県
  - 津市 - 松阪市

### 交差する道路
| 交差する道路                               | 都道府県名 | 市町村名 | 市町村名 | 交差する場所                | 備考                                             |
| ------------------------------------------ | ---------- | -------- | -------- | --------------------------- | ------------------------------------------------ |
| 国道24号 奈良県道1号奈良生駒線〈大宮通り〉 | 奈良県     | 奈良市   | 奈良市   | 二条大路南一丁目（起点）    |                                                  |
| 国道169号                                  | 奈良県     | 奈良市   | 奈良市   | 県庁東                      |                                                  |
| 奈良県道・京都府道33号奈良笠置線           | 奈良県     | 奈良市   | 奈良市   | 中ノ川                      |                                                  |
| 奈良県道・京都府道47号天理加茂木津線       | 奈良県     | 奈良市   | 奈良市   | 大柳生                      |                                                  |
| 奈良県道・京都府道47号天理加茂木津線       | 奈良県     | 奈良市   | 奈良市   | （大柳生町）                |                                                  |
| 京都府道・奈良県道4号笠置山添線            | 奈良県     | 奈良市   | 奈良市   | （柳生町）                  |                                                  |
| 京都府道・奈良県道4号笠置山添線            | 奈良県     | 奈良市   | 奈良市   | （柳生町）                  |                                                  |
| 奈良県道・三重県道80号奈良名張線           | 奈良県     | 奈良市   | 奈良市   | （水間町）                  |                                                  |
| 奈良県道・三重県道80号奈良名張線           | 奈良県     | 奈良市   | 奈良市   | （水間町）                  |                                                  |
| 奈良県道47号天理加茂木津線                 | 奈良県     | 奈良市   | 奈良市   | （杣ノ川町）                |                                                  |
| 奈良県道25号月瀬針線                       | 奈良県     | 奈良市   | 奈良市   | （針ヶ別所町）              |                                                  |
| 国道25号 国道370号                         | 奈良県     | 奈良市   | 奈良市   | 針インター北 ※国道370号終点 | ※ここから宇陀市榛原萩原まで国道370号と重複       |
| 国道25号〈名阪国道〉                       | 奈良県     | 奈良市   | 奈良市   | 針インター                  |                                                  |
| 奈良県道28号吉野室生寺針線                 | 奈良県     | 奈良市   | 奈良市   | 外の橋                      |                                                  |
| 国道165号                                  | 奈良県     | 宇陀市   | 宇陀市   | 福地                        | ※ここから宇陀市榛原萩原まで国道165号と重複       |
| 国道165号 国道370号                        | 奈良県     | 宇陀市   | 宇陀市   | 萩原                        |                                                  |
| 奈良県道28号吉野室生寺針線                 | 奈良県     | 宇陀市   | 宇陀市   | （菟田野岩端）              |                                                  |
| 奈良県道28号吉野室生寺針線                 | 奈良県     | 宇陀市   | 宇陀市   | （室生黒岩）                |                                                  |
| 三重県道・奈良県道81号名張曽爾線           | 奈良県     | 宇陀郡   | 曽爾村   | 掛                          |                                                  |
| 三重県道・奈良県道81号名張曽爾線           | 奈良県     | 宇陀郡   | 曽爾村   | （掛）                      |                                                  |
| 奈良県道31号榛原菟田野御杖線               | 奈良県     | 宇陀郡   | 御杖村   | （桃俣）                    |                                                  |
| 国道368号                                  | 奈良県     | 宇陀郡   | 御杖村   | 敷津                        | ※ここから三重県松阪市粥見赤滝まで国道368号と重複 |
| 三重県道15号久居美杉線                     | 三重県     | 津市     | 津市     | 奥津                        |                                                  |
| 国道422号 三重県道30号嬉野美杉線           | 三重県     | 津市     | 津市     | 上多気                      |                                                  |
| 国道166号                                  | 三重県     | 松阪市   | 松阪市   | 粥見赤滝                    | ※ここから松阪市宮町まで国道166号と重複           |
| 三重県道29号松阪青山線                     | 三重県     | 松阪市   | 松阪市   | 辻原町                      |                                                  |
| 三重県道59号松阪第2環状線                  | 三重県     | 松阪市   | 松阪市   | 桂瀬町                      |                                                  |
| 三重県道59号松阪第2環状線                  | 三重県     | 松阪市   | 松阪市   | 丹生寺町                    |                                                  |
| 三重県道160号                              | 三重県     | 松阪市   | 松阪市   | 大黒田西                    |                                                  |
| 三重県道756号                              | 三重県     | 松阪市   | 松阪市   | 大黒田                      |                                                  |
| 三重県道60号                               | 三重県     | 松阪市   | 松阪市   | 愛宕町                      |                                                  |
| 国道166号 三重県道37号                     | 三重県     | 松阪市   | 松阪市   | 宮町（終点）                |                                                  |

※ 交差する場所の括弧書きは地名、それ以外は交差点名で表示

## ギャラリー

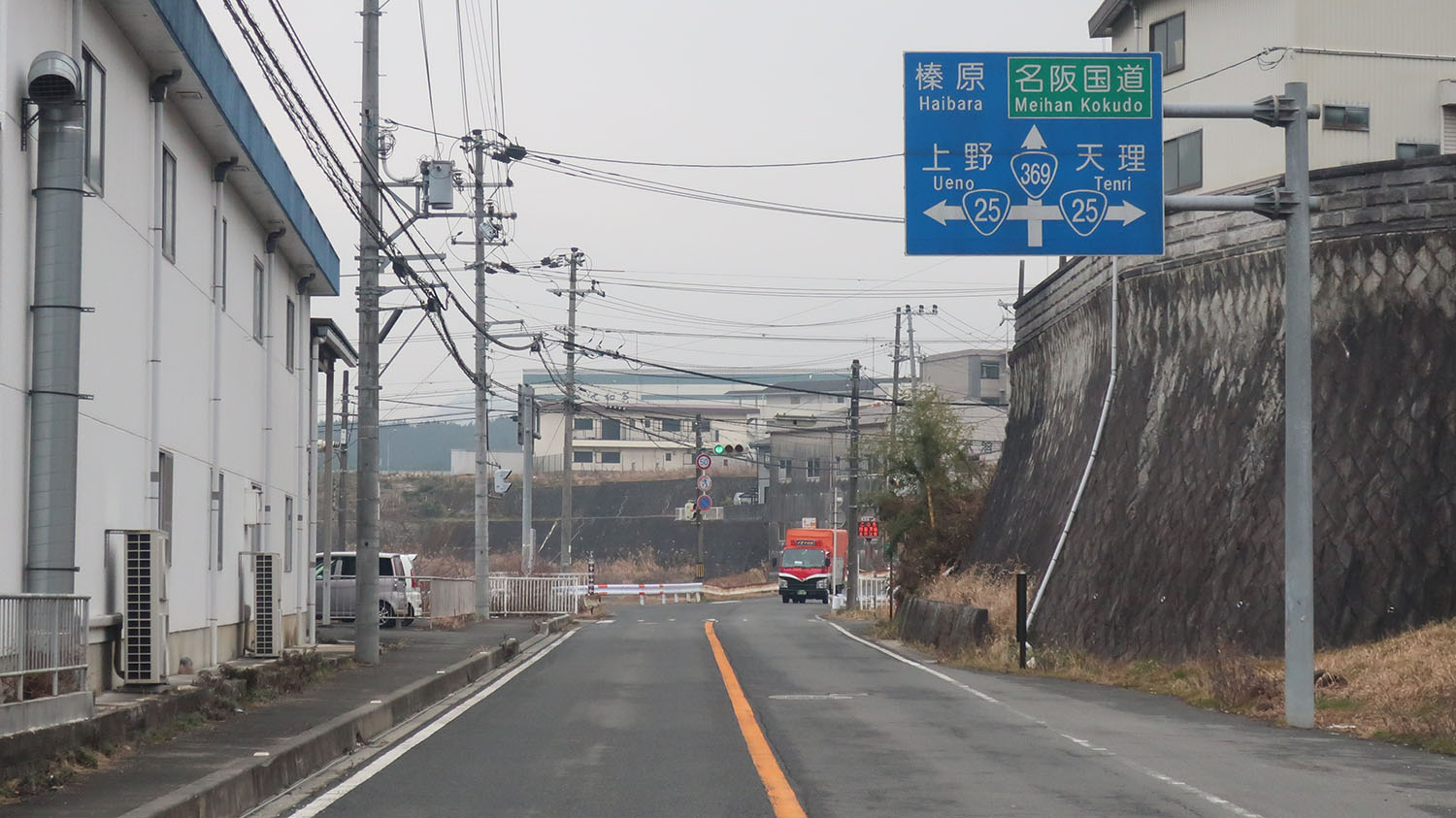
国道25号（非名阪）との交差 奈良県奈良市針町
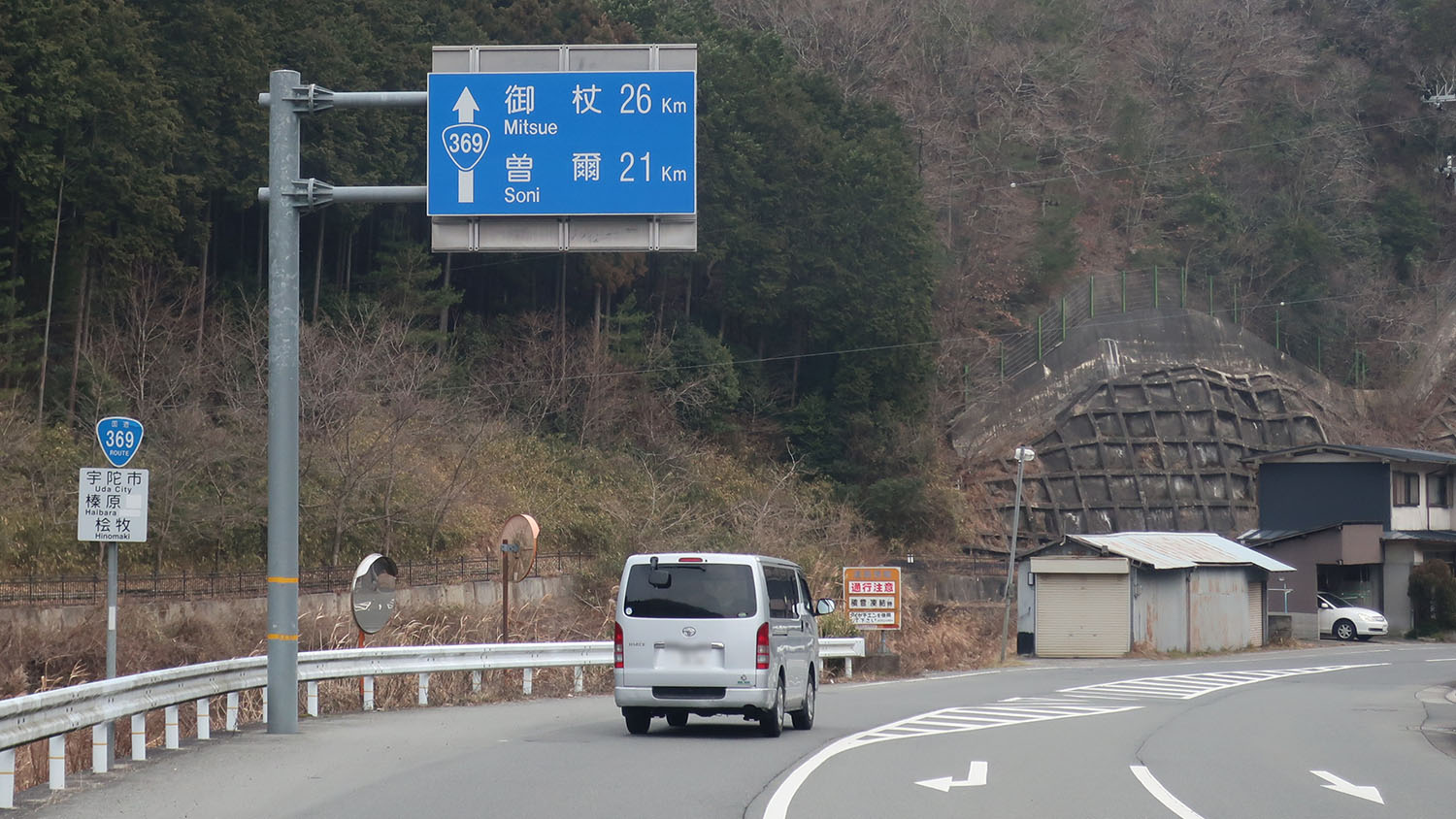
奈良県宇陀市榛原檜牧
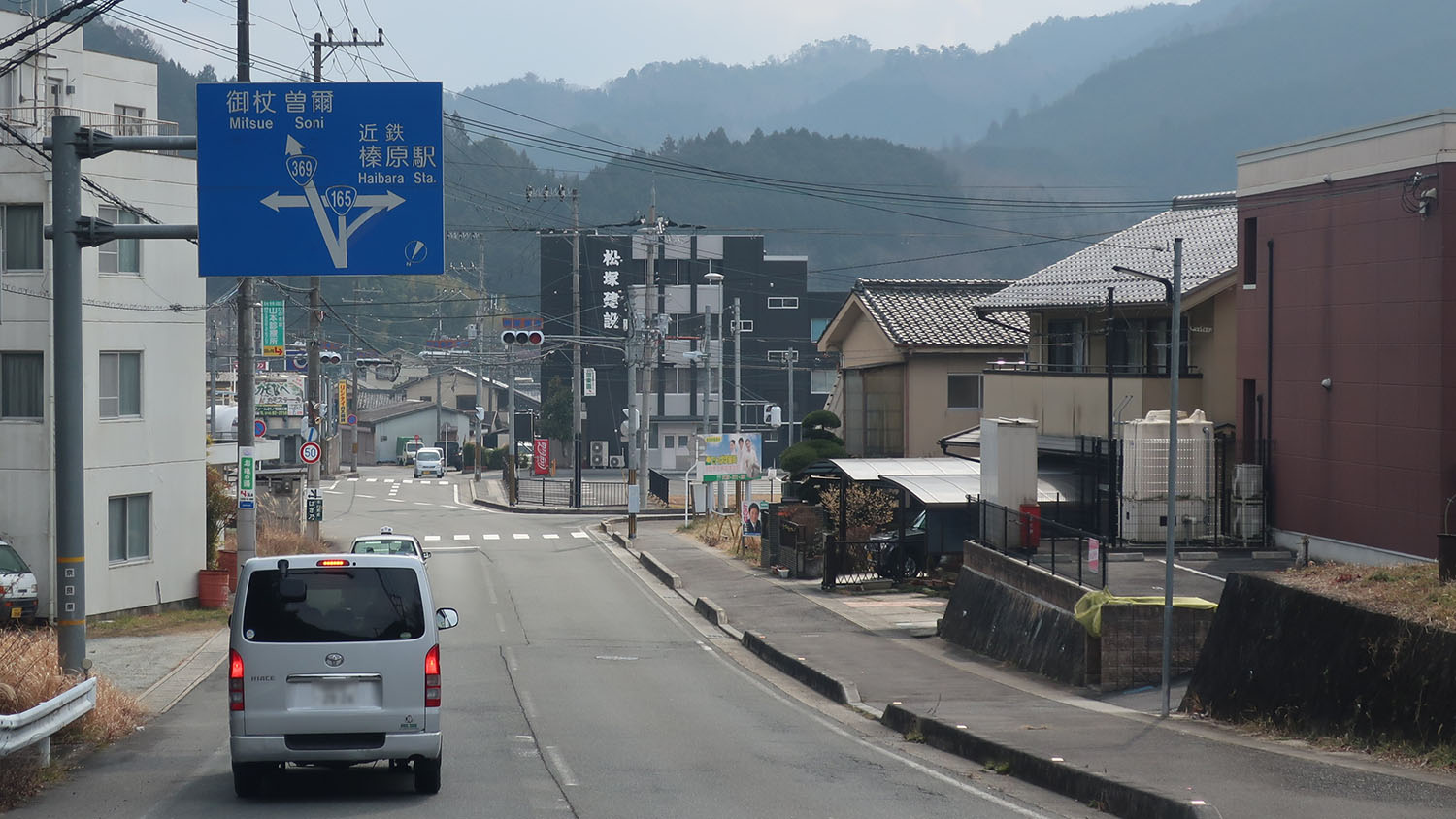
国道165号との交差 奈良県宇陀市榛原福地
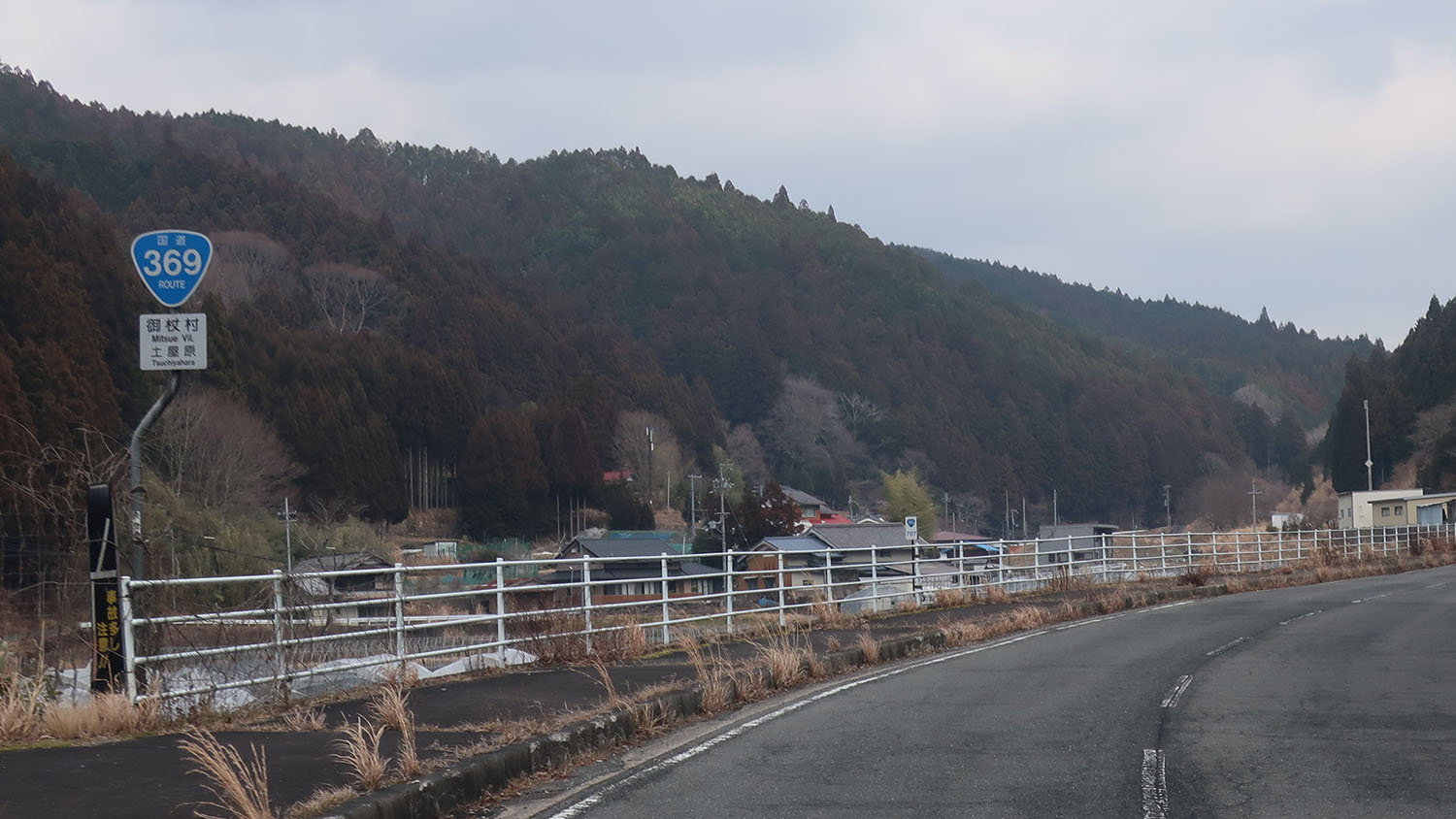
奈良県宇陀郡御杖村土屋原
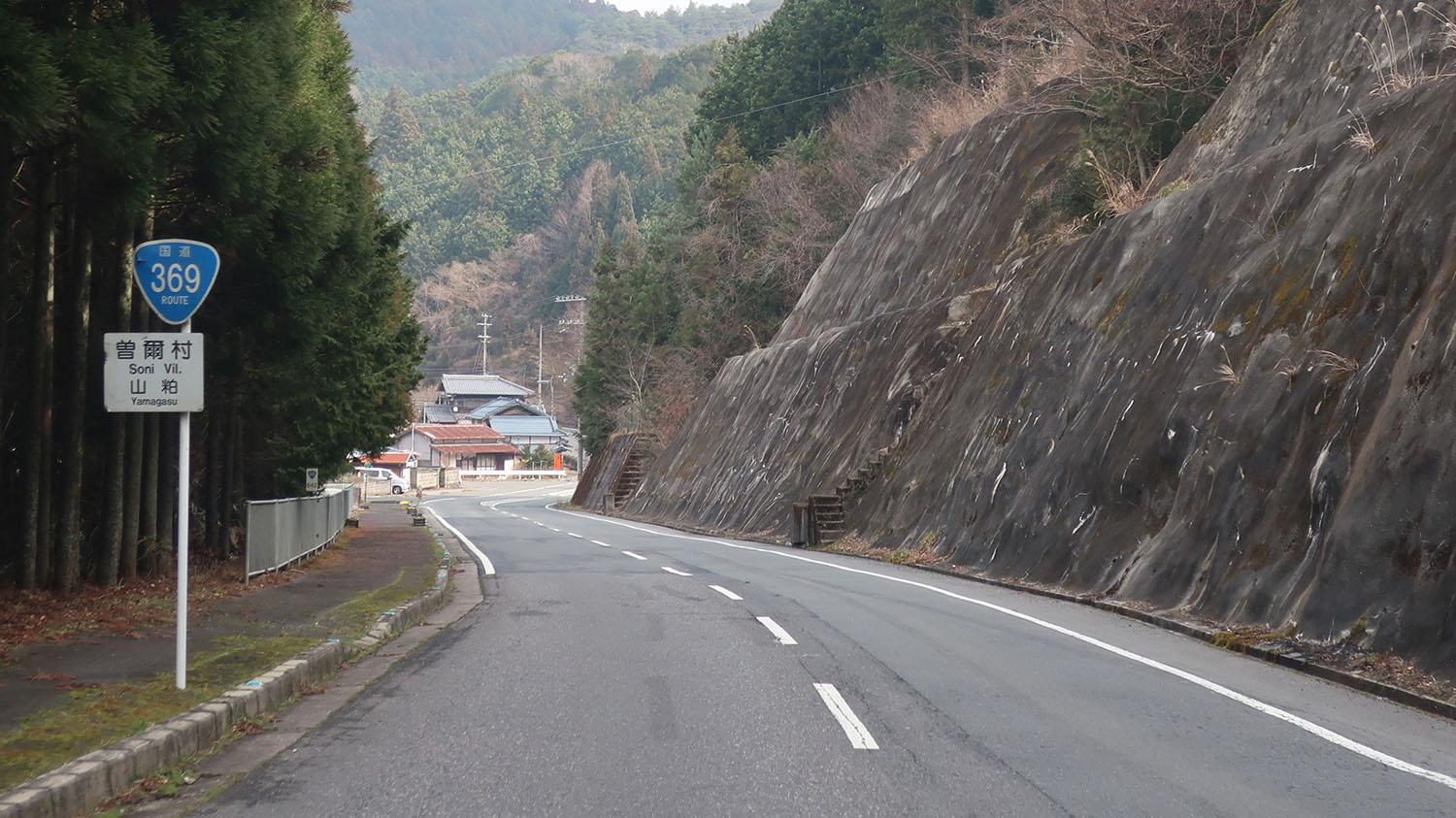
奈良県宇陀郡曽爾村山粕